# Каргат (река)
Карга́т (в верховье Каргатенок) — река в Новосибирской области России, правый приток Чулыма, относится к бассейну озера Чаны.
Длина реки 387 км, площадь водосборного бассейна — 7210 км².
На реке расположены город Каргат, сёла Верх-Каргат и Здвинск.

## Этимология
О происхождении гидронима нет единой точки зрения. Возможно, название происходит из тюркского «коргат» — «заставить защищать», то есть «река, которая защищает». В места, где были густые леса, бежало население податных округов, чтобы укрыться там и не платить податей.

## География
Река вытекает из озера Каргатёнок на высоте 139 м в южной части Васюганских болот. От истока течёт на юго-запад (параллельно Чулыму). Это направление течения сохраняет на протяжении всех 387 км. Большая часть бассейна реки находится в зоне Барабинской степи. Река впадает в Чулым в районе села Чулым. Высота устья — 106 м над уровнем моря.
Ледостав с ноября и до конца апреля.
В середине течения находится город Каргат, названный по имени реки. Там же река пересекается Транссибирской железнодорожной магистралью (участок Омск—Новосибирск) и автодорогой М51.

## Гидрометрия
Наблюдения на реке Каргат продолжались в период с 1936 по 2000 год и проводились на гидрометрической станции, расположенной в селе Здвинск.
Средний уровень расхода воды за наблюдаемый в Здвинске период составил 9,53 м³/с на дренажной площади 6440 км², что составляет около 89 % от общей (7200 км²) площади бассейна реки.
| Средний расход воды (м³/с) реки Каргат по месяцам с 1936 по 2000 гг. (замеры производились на гидрологическом посту в Здвинске) |

## Данные водного реестра
По данным государственного водного реестра России река относится к Верхнеобскому бассейновому округу, речной бассейн реки — бессточная область междуречья Оби и Иртыша. Водохозяйственный участок — Бассейн озера Чаны и водные объекты до границы с бассейном Иртыша.
Код водного объекта — 13020000512115200052989.